# ألفريد لويس ديلاتر
ألفريد لويس ديلاتر  (بالفرنسية: Alfred Louis Delattre) هو من رجل دين من الآباء البيض وعالم آثار فرنسي، ولد في 26 يونيو 1850 بديفيل لي روان بفرنسا وتوفي في 12 يناير 1932 في مدينة قرطاج، تونس.

## سيرته الذاتية
كان عضو في جمعية الآباء البيض، وبعث كمبشر للجزائر، ثم عمل في كاتدرائية القديس لويس بقرطاج ومن ثم شغر منصب أمين المتحف الأثري بالجزائر العاصمة. حين استقر بمنطقة تل بيرصا بقرطاج، أمضى أكثر من خمسين سنة في استكشاف الموقع الأثري وبالأخص المقابر والبازيليكا المسيحية المبكرة. قام بإثراء مجموعات متحف لافيجري، المعروف حاليًا بمتحف قرطاج، والذي تأسست من خلال جهوده في عام 1875.
تحصل على وسام جوقة الشرف.

## إصداراته
- قرطاج وتونس من وجهو نظرأثرية (1883)
- قوائم قرطاج (1884-85)
- ذكريات الحرب الصليبية زمن سانت لويس التي وجدت في قرطاج (1888)
- المقابر البونية بقرطاج (1890)
- ذكريات من الكنيسة القديمة في إفريقيا (1893)
- متحف لافيجري - سانت لويس في قرطاج (ثلاثة مجلدات، 1899-1900)

بالنسبة إلى مقالاته في المنشورات الدورية، انظر إلى "دراسة حول المنشورات المختلفة للأب ديلاتر التي نشرها الماركيز انسيلم في عام 1895.